# Серебров, Феликс Аркадьевич
Фели́кс Арка́дьевич Серебро́в (1930—2015) — советский правозащитник, диссидент, работал электриком, основатель и активный член Рабочей комиссии по расследованию использования психиатрии в политических целях (с 1977 года) при Московской Хельсинкской группе. Поэт, автор публикаций в журналах «Поиски» и «Континент». Был четыре раза судим.

## Биография
Отца Сереброва репрессировали в 1930-е годы.

В семнадцатилетнем возрасте (1947 год) Феликс был приговорён за кражу пудового мешка соли с железнодорожной платформы к 10 годам лагерей. Столь длительный срок за незначительную кражу Ф. А. Серебров получил согласно указу Президиума ВС СССР от 4.06.1947 «Об усилении охраны личной собственности граждан». Серебров участвовал в похищении соли не один, а вместе с другими подростками, что было определено как действия воровской шайки. Первые полгода содержался в Конотопской тюрьме (Украина), затем — в Ветлаге и Вятлаге. Последние полгода перед освобождением в 1953 году по амнистии провёл в штрафной зоне. 

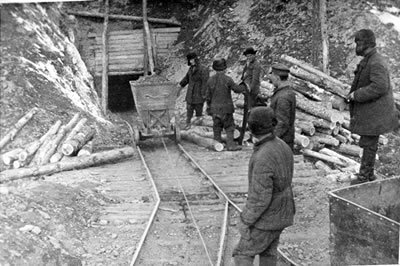

Получил среднее образование и окончил курсы радиотехников. Был рабочим в геологической экспедиции на Чукотке.
В 1958 году был вновь осуждён за «превышение необходимой самообороны» на 1 год 7 месяцев. Срок отбывал на Колыме, освободился в 1960 году.
После освобождения сдал экстерном экзамены за курс средней школы. Учился в Московском энергетическом институте, но был вынужден с третьего курса уйти из-за полученной в лагере язвенной болезни желудка. Работал рабочим, механиком, инженером, электриком. В 1974 году поступил на работу на московский завод «Рассвет».
В круг инакомыслящих Серебров вошёл, познакомившись с Виктором Некипеловым. С начала 1970-х годов ставит свои подписи под различными самиздатовскими документами, петициями в защиту советских политических заключённых. В 1975 году, когда Серебров познакомился с бывшими узниками специальных психиатрических больниц, его внимание привлекла проблема использования психиатрии в политических целях в СССР. В 1976 году Ф. Серебров направил заявления в советские органы здравоохранения и юстиции, требуя принять меры для изменения условий содержания в Сычёвской специальной психиатрической больнице. Писал стихи, печатался в журнале «Континент». Некоторые из его стихов перелагались на музыку, распространялись в самиздате.
Поет пила звенит топор
И автомат глядит в упор
Мы валим лес мы пилим лес
— Здесь комсомола будет ГЭС
Звенит пила поет топор
Про наши страшные дела
Один медведь тут прокурор
Здесь царь и бог — бандит и ворСеребров, Феликс Аркадьевич
В январе 1977 года стал одним из членов-учредителей Рабочей комиссии по расследованию использования психиатрии в политических целях, организованной в рамках Группы содействия выполнению Хельсинкских соглашений в СССР. В августе 1977 года Сереброва арестовали. Он был осуждён по статье 196 УК РСФСР («Подделка, изготовление или сбыт поддельных документов, штампов, печатей, бланков»): в его трудовой книжке запись от 1957 года об «увольнении с работы в связи с арестом» была переделана на «увольнение в связи с решением медицинской комиссии». 12 октября 1977 года Феликса приговорили к максимальному по этой статье сроку — одному году лишения свободы. Реальная причина судебного преследования — правозащитная деятельность. С декабря 1977 года по август 1978 года отбывал наказание в мордовских ИТК строгого режима.
После освобождения в 1978 году Серебров продолжил правозащитную деятельность, по-прежнему в составе Рабочей комиссии по расследованию использования психиатрии в политических целях. Подвергался систематическому преследованию властей. После ареста в декабре 1979 года В. Некипелова, члена Московской группы «Хельсинки», Серебров вместе с Леонардом Терновским вступил в группу «Хельсинки» и активно участвовал в её деятельности. Когда в феврале 1980 года был арестован один из членов Рабочей комиссии Вячеслав Бахмин, Серебров и Терновский (их осталось в Комиссии лишь двое) сделали заявление:
В связи с арестом Вячеслава Бахмина Рабочая Комиссия заявляет, что работа по выявлению и преданию гласности случаев злоупотребления психиатрией будет продолжена. Необходимость разоблачения репрессивного использования психиатрии зависит не от чьей-то прихоти и произвола, а проистекает из самого факта существования таких злоупотреблений. Прекращение позорного использования психиатрии является поэтому условием и предпосылкой прекращения деятельности Рабочей Комиссии.

Феликс Серебров Леонард Терновский».
 Однако в апреле того же года Л. Терновский был тоже арестован, и Серебров продолжал работу один. С марта 1980 года по январь 1981 был также членом Московской Хельсинкской группы.
8 января 1981 года арестовали и Сереброва. После этого в его квартире провели обыск и забрали книги, рукописи, письма, архивы Рабочей комиссии. Обвинённый по статье 70, ч. 1 УК РСФСР («антисоветская агитация и пропаганда»), Серебров был приговорён к 4 годам лишения свободы и 5 годам ссылки. В вину ему ставилось составление и распространение информационных бюллетеней Рабочей комиссии, документов Московской Хельсинкской группы и ряда других текстов.
Срок отбывал в колонии строгого режима «Пермь-35» в Пермской области, ссылку в Казахстане. Был свидетелем обвинения на процессе Елены Боннэр в августе 1984 года. Е. Боннэр впоследствии вспоминала: «Я не помню, чтоб кто-то из зеков даже в момент освобождения так плохо выглядел. У него желто-землистый цвет кожи, он безумно похудел, впалые глаза, впалые щеки, череп, обтянутый кожей, в синей куртке заключенного. Он выглядел как узники Освенцима <…> он вызывал ужасную жалость и одновременно, когда он говорил абсолютную неправду, чувство, которое я не могу назвать».
Был освобождён из ссылки в феврале 1987 года.
Ф. А. Серебров умер 13 января 2015 года в Москве, похоронен на Перепечинском кладбище.